# 段義和
段義和（だん ぎわ、簡体字: 段义和、ドゥアン・イー・ホー、1946年1月17日 - 2007年9月5日）は、中華人民共和国山東省済南市人民代表大会常務委員会の元主任である。山東省斉河県出身。2007年に愛人に対する暗殺事件（済南市自動車爆発事件）および汚職行為が発覚したため、死刑に処された。
段義和は、河北省館陶県出身の柳海平という愛人に済南市内の住宅4棟、乗用車2台を贈与し、ホテル従業員だった彼女を済南市国土資源局の幹部まで抜擢した。しかし、絶えず金銭や結婚を要求されていたため、2007年7月9日に自分の甥に、柳海平の運転していた車のトランクで遠隔操作の爆弾を設置するように指示した。その結果、柳海平が済南市建設路一段を通過した時、運転中の車が爆発した。柳海平は即死で、複数の通行人が負傷し、付近の車両2台も壊された。
2007年8月9日、山東省淄博市中級人民法院は一審で段義和に死刑判決を下し、段義和の政治的権利を終身剥奪した。罪名とは爆破罪・収賄罪と巨額財産来源不明罪であった。同年9月5日に薬殺刑が執行された。